# Kim Kristensen (hofmarskal)
 Der er flere personer med dette navn, se Kim Kristensen.
Kim Kristensen (født 1. juni 1964 i Vordingborg) er en dansk officer fra Den Kongelige Livgarde og nuværende Hofchef for Hendes Majestæt Dronning Margrethe.

## Biografi
Kim Kristensen var forsvarsattaché i Paris, Madrid og Haag (2009-2012) og har som officer deltaget i militære operationer i Krajina (Ex-Jugoslavien) 1995 og i Kosovo 2005. 
I august 2007 blev han chef, Battle-Group Commander, for en dansk/britisk/tjekkisk styrke i Helmandprovinsen, Afghanistan, med ansvar for  offensive operationer mod Taliban. Disse militære operationer var kendetegnet ved at være de første, store offensive - og langvarige - operationer, som danske enheder havde været indsat i siden 1864. Indsættelsen og Kristensens rolle i den som bataljonchef er dokumenteret i Kim Hundevadts bog: "I morgen angriber vi igen".
Kristensen har været adjudant for H.M. Dronning Margrethe (2000-2002), ceremonimester (2012-2021) og fra april 2021 hofmarskal. 14. januar 2024 skiftede Kim Kristensen stilling fra hofmarskal til hofchef i forbindelse med H.M. Dronning Margrethe 2.s abdikation. 
I 2009 blev han kåret til Årets Leder i Danmark af Ledernes Hovedorganisation. I 2015 blev hans ledelsesbog Følg Mig kåret som Årets Ledelsesbog i Danmark. Kim Kristensen er knyttet til High Performance Institute som foredragsholder.

## Uddannelser
- Samfundssproglig student, Vordingborg Gymnasium (1981-1984).
- Sergentskolen, Sønderborg (1984-1985).
- Hærens Officersskole, Frederiksberg Slot (1985-1988).
- Forsvarsakademiet, København (1992-1993).
- Generalstabsuddannelsen, Forsvarets Stabsskole (no), Oslo (1996-1997).
- European Security and Defence College (en), Bruxelles (2011-2012).

## Privatliv
Er gift med sognepræst Tine Vængtoft Kristensen og har to sønner samt fire børnebørn.

## Dekorationer
- Storkorset af Dannebrogsordenen.
- Erindringsmedalje i anledning af Hendes Majestæt Dronningens 75-års fødselsdag 2015.
- Erindringsmedalje i anledning af Hendes Majestæt Dronning Margrethes og Hans Kongelige Højhed Prins Henriks guldbryllup 2017.
- Hjemmeværnets fortjensttegn 2017.
- Prins Henriks Mindemedalje 2018.
- Erindringsmedalje i anledning af Hendes Majestæt Dronningens 80-års fødselsdag 2020.
- Erindringsmedalje i anledning af Hendes Majestæt Dronningens 50-års regeringsjubilæum 2022.
- Tyskland: Fortjenstorden, Storkors.
- Spanien: Real Order de Isabel la Católica, Storkors.
- Norge: Kgl. Norske Fortjenstorden, Kommandør med Stjerne.
- Finland: Den Hvide Roses Orden, Kommandør med Stjerne.
- Island: Den islandske Falkeorden, Storrider med Stjerne.
- Nederlandene: Ornaje-Nassau Orden, Storofficer.
- Belgien: Kroneorden, Storofficer.
- Mexico: Aztekiske Ørns Orden "Afuila Azteca", Storofficer.
- Tjekkiet: Specialoperationsstyrkens æresmedalje.
- NATO-medalje, Afghanistan.
- NATO-medalje, Balkan.
- FN-medalje, United Nations Protection Force (UNPROFOR).
- Nobels Fredspris-medalje (tildelt De Forenede Nationers Fredsbevarende Styrker).
- Nordic Veterans Medal of Honour i guld.